# André Hunebelle
André Hunebelle (* 1. September 1896 in Meudon; † 27. November 1985 in Nizza) war ein französischer Filmregisseur.

## Leben
Hunebelle studierte zunächst Mathematik an der École polytechnique in Palaiseau. Seine Studien wurden durch den Ersten Weltkrieg unterbrochen, in dem Hunebelle zeitweilig als Soldat eingezogen worden war.
1921 erhielt er die Rechte zur Produktion von Bois-Durci-Artikeln von seinem Bruder Pierre. Die Fabrik wurde 1926 durch einen Brand zerstört und die Produktion nicht wieder aufgenommen. Er war somit wahrscheinlich der letzte Hersteller von Bois Durci. Hunebelle betätigte sich dann zwischen 1926 und 1935 als Kunstglasbläser. 1927 hatte er seine erste eigene Ausstellung. Er schuf Glaskunstwerke, insbesondere Vasen und Gläser, die der Mode der damaligen Zeit entsprachen und beim Publikum sehr erfolgreich waren; künstlerisch ist sein Schaffen der Bewegung des Art déco zuzurechnen.
Anfang der 1940er Jahre wandte sich Hunebelle dann dem Film zu. Er gründete seine eigene Filmproduktionsfirma Production Artistique Cinématographie und war zunächst ausschließlich als Filmproduzent tätig. Er produzierte unter anderem die Filme Feu Sacré (1941/1942) mit Viviane Romance, L'Inévitable Monsieur Dubois (1943), Florence est folle (1944), Leçon de conduite (1946) und Carrefour du crime (1947). Seit 1948 arbeitete Hunebelle dann auch als Filmregisseur.
Hunebelle war in fast allen Filmgenres als Regisseur tätig. Er drehte Filmdramen, Melodramen, Filmkomödien, Abenteuerfilme und Kostümfilme. Er realisierte zahlreiche leichte Komödien im amerikanischen Stil, die er dem Geschmack des französischen Kinopublikums geschickt anpasste. Häufig arbeitete er dabei mit den Schauspielern des französischen Boulevardtheaters, unter anderem mit Louis de Funès, aber auch den Les Charlots, zusammen. 1953 drehte er die erfolgreiche Literaturverfilmung Die Abenteuer der drei Musketiere, unter anderem mit Georges Marchal, Bourvil und Gino Cervi in den Hauptrollen.
Er spezialisierte sich dann vor allem auf Abenteuerfilme mit Jean Marais; mit Marais drehte er unter anderem die Kostümfilme Ritter der Nacht (1959), Mein Schwert für den König (1960), Im Zeichen der Lilie (1961) und Der Graf mit der eisernen Hand (1962). Ab Mitte der 1960er-Jahre hatte er große Erfolge mit der mittlerweile zum Kult gewordenen Fantômas-Reihe, die er im Stil moderner Agenten-Thriller inszenierte und dabei bewusst Klamauk verwendet; dabei setzte er Marais und de Funès publikumswirksam als Gegenspieler-Duo ein. Ähnliche Stilmittel der Fantomas-Reihe setzte er auch in seiner Modernisierung des Graf-von-Monte-Christo-Stoffes mit Der Rächer aus dem Sarg (1968) ein.
Die Drehbücher für seine Filme verfasste hauptsächlich Jean Halain, ein enger Mitarbeiter Hunebelles. Im Februar 1978 hatte Hunebelles letzter Film in Frankreich Premiere. Es war eine Neuverfilmung seines ersten Films als Regisseur aus dem Jahre 1948, Métier de fous.

## Filmografie (Auswahl)
- 1948: Métier de fous
- 1949: Millionäre für einen Tag (Millionnaires d’un jour)
- 1950: Rächer ohne Gnade (Méfiez-vous des blondes)
- 1952: Abenteuer in Venedig (Massacre en dentelles)
- 1953: Die Abenteuer der drei Musketiere (Les Trois Mousquetaires)
- 1954: Wer nimmt die Liebe ernst? (Cadet Rousselle)
- 1955: L'impossible Monsieur Pipelet
- 1956: Liebe, Frauen und Paris (Mannequins de Paris)
- 1957: Junge Rosen im Wind (Les Collégiennes)
- 1957: Casino de Paris
- 1959: Ritter der Nacht (Le Bossu)
- 1960: Mein Schwert für den König (Le capitan)
- 1961: Im Zeichen der Lilie (Le Miracle des loups)
- 1962: Der Graf mit der eisernen Faust (Les Mystères de Paris)
- 1963: O.S.S. 117 greift ein (OSS 117 se déchaîne)
- 1964: Fantômas
- 1965: OSS 117 – Pulverfaß Bahia (Furia à Bahia pour OSS 117)
- 1965: Fantomas gegen Interpol (Fantômas se déchaîne)
- 1967: Fantomas bedroht die Welt (Fantômas contre Scotland Yard)
- 1968: Keine Rosen für OSS 117 (Pas de roses pour OSS 117)
- 1968: Der Rächer aus dem Sarg (Sous le signe de Monte-Cristo)
- 1973: Cagliostro (Joseph Balsamo, Fernsehmehrteiler)
- 1974: Hilfe, mein Degen klemmt (Les quatre Charlots mousquetaires)
- 1978: Ça fait tilt